# سیلکورس (پنسیلوانیا)
سیلکورس (به انگلیسی: Silkworth) یک منطقهٔ مسکونی در ایالات متحده آمریکا است که در شهرستان لوزرن، پنسیلوانیا واقع شده‌است. سیلکورس ۹٫۹ کیلومتر مربع مساحت و ۸۲۰ نفر جمعیت دارد.